# Triepeolus custeri
Triepeolus custeri är en biart som beskrevs av Cockerell 1926. Triepeolus custeri ingår i släktet Triepeolus och familjen långtungebin. Inga underarter finns listade i Catalogue of Life.